# Манастир Нораванк
Манастир Нораванк (јерм. Նորավանք, Нови манастир) јерменски је манастир из 13. века и гробље династије Орбелијан. Налази се у близини града Јегегнадзора који лежи око 90 километара југоисточно од Јеревана, у кањону реке Амагу, који је познат по својим стенама боје црвене опеке.

## Историја
Посебно упечатљив симбол манастира је фасада принца Буртела Орбелијана, завршена 1339. године као маузолејска црква (Сурб Астватсатсин). 
Центар целог комплекса је најстарија очувана грађевина, која је у првој половини 13. века саграђена као крстионица (Сурб Карапет), и која се налази северније од остатака крстионице једне друге старије крстионичке цркве. Године 1261. Смбат Орбелијан организовао је градњу једног новог западног нартекса на новој крстионичкој цркви.
У комплексу се налази и неколико сачуваних хачкара.

## Галерија
- Поглед из ваздуха на Нораванк
- Фасада маузолејске цркве
- Источна фасада маузолејске цркве
- Поглед на маузолејску цркву са запада
- Поглед на нартекс с југа (лево) и нову крстионицу (десно), као и остаци старе крстионице
- Надгробни споменик Еликума Орбелијана, 1300. година